# Аплодисменти, аплодисменти...
«Аплодисме́нти, аплодисме́нти...» (рос. «Аплодисменты, аплодисменты...») — російський радянський художній музичний фільм 1984 року. Оригінальний бенефіс з автобіографічними елементами актриси і співачки Людмили Гурченко.

## Зміст
Фільм — своєрідний бенефіс Людмили Гурченко. Її героїня – артистка «пісенно-розважального» жанру, яка мріє зіграти справжню драматичну роль. І ось до неї потрапляє сценарій її мрії, і їй належить переконати режисера в тому, що вона зможе відмовитися від напрацьованих роками роботи на естраді «штампів» й упоратися з цією роллю.

## У ролях
- Людмила Гурченко — Валерія Василівна Гончарова
- Олег Табаков — Сергій Георгійович Шевцов, режисер
- Ольга Волкова — Поліна, асистентка режисера
- Олександр Філіппенко — Вадим Петрович Гончаров, чоловік Валерії
- Карина Морітц — Альона, дочка Валерії
- Олександр Ширвіндт — Ігор Макаров, колишній чоловік Валерії
- Тетяна Паркина — Ніночка, дружина Макарова
- Андрій Ананов — оператор
- Тетяна Захарова
- Гелена Івлієва
- Лев Лемке — Льова
- Ліліта Озоліня — гостя на вечірці (не вказана в титрах)
- Альгірдас Паулавічюс
- Володимир Павлович — танцюрист
- Анна Твеленьова — Люба
- Любовь Тищенко — актриса

## Знімальна група
- Автор сценарію: Віктор Мережко
- Режисер-постановник: Віктор Бутурлін
- Оператор-постановник: Володимир Васильєв
- Художник-постановник: Олексій Рудяков
- Композитор: Олександр Морозов
- Текст пісень: Расул Гамзатов, Микола Денисов, Юрій Ряшенцев
- Диригент, аранжувальник: Альгірдас Паулавічюс
- Балетмейстер: Володимир Павлович

## Технічні дані
- Виробництво: Ленфільм, Перше творче об'єднання
- Художній музичний фільм, кольоровий
- Формат зображення: 4:3
- Оригінальна мова: російська
- Знятий на плівці Шосткинського виробничого об'єднання «СВЕМА»
- Видання на DVD: 2007, Серія: Ленфільм. Вибране, Звук: Dolby Digital 2.0